# Friedrich Koncilia
Friedrich Koncilia (Klagenfurt, 25 de fevereiro de 1948) é um ex-futebolista austríaco que atuava como goleiro. Ele competiu nas Copas de 1978, sediada na Argentina, na qual a seleção de seu país terminou na sétima colocação dentre os 24 participantes, e de 1982, sediada na Espanha, onde a Áustria terminou na oitava posição. Pelo Wunderteam, foram 84 jogos disputados.
Em clubes, fez sucesso por Wacker Innsbruck e Austria Wien, além de ter uma passagem pelo Anderlecht, em 1979. Encerrou a carreira no Austria Wien, em 1985.